# Tribolo (araldica)
In araldica il tribolo, strumento di ferro con quattro punte detto anche piede di corvo, simboleggia la capacità di restare sempre in piedi. I triboli sono concessioni della Repubblica di San Marino.

Rappresentazione araldica del tribolo
Altra rappresentazione araldica del tribolo
D'oro, a due sbarre di verde, accompagnate da tre triboli d'azzurro, ordinati in banda (stemma di Nézel, Francia)
D'azzurro, alla banda d'oro, caricata di tre leoni di rosso, accompagnata in capo da una croce a chiave di rosso pomettata di dodici pezzi d'oro, e in punta da un ponte di tre archi d'argento su un fiume dello stesso, sormontato da tre triboli male ordinati d'oro (Genouillac, Francia)